# Festung Fjell

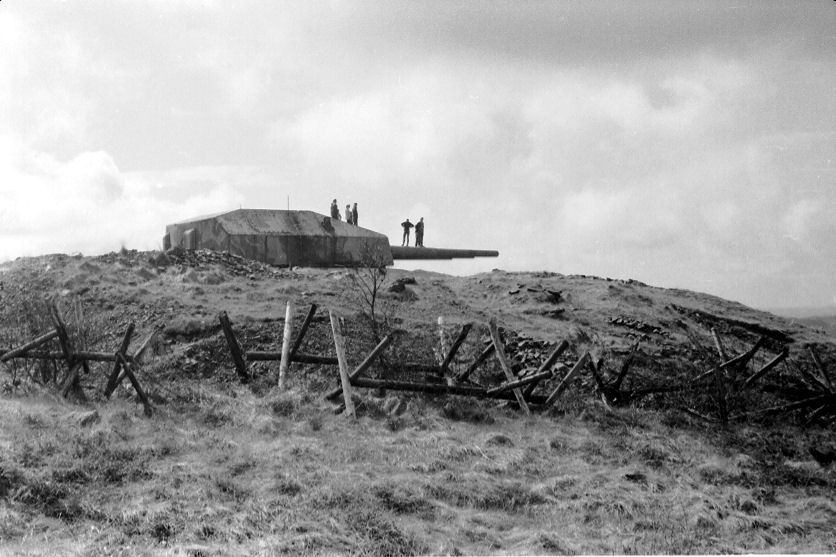
Ansicht 1963

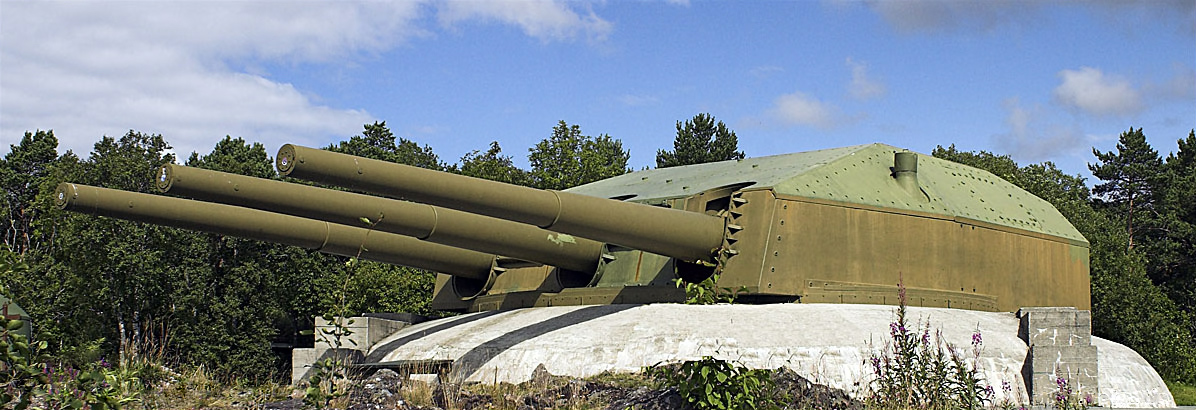
Der baugleiche Turm C der Gneisenau im Museum Austrått fort (Ørland, Norwegen)

Festung Fjell  (deutsch: Marine-Küsten-Batterie (MKB) 11/504 Fjell, auch Fjell fort, Batterie Fjell, Festung Sotra) war eine Küstenverteidigungsanlage oberhalb der Ortschaft Fjell auf der norwegischen Insel Sotra in der Kommune Øygarden. Die Hauptaufgabe der Festung Fjell lag darin, den Schiffsverkehr in den Bergener Hafen nördlich und südlich von Sotra zu kontrollieren. Die Festungsanlagen besitzen zusätzlich ein etwa 3 km langes unterirdisches Tunnelsystem. Dieses hätte nach Fertigstellung 1500 Personen aufnehmen können.

## Geschichte
Das Festungswerk wurde von der deutschen Besatzungsmacht im Zweiten Weltkrieg errichtet und war der Kriegsmarine unterstellt. Hier wurde die Marineküstenbatterie 11/504 stationiert. Die Anlage bestand aus dem Hauptgeschützturm mit drei Rohren vom Kaliber 28,3 cm und den dazugehörigen Verteidigungsanlagen. Die maximale Reichweite der 28 cm SK C/34, ursprünglich von dem Schlachtschiff Gneisenau stammende Geschütze, lag bei 39 km. Zusätzlich waren mehrere Flugabwehrgeschütze installiert worden, die neben dem Schutz der Festungsanlage auch die Haupteinflugschneise nach Bergen überwachten. Die Flugabwehr-Batterien wurde auch im Kampf gegen alliierte Luftangriffe auf Bergen eingesetzt, wohingegen der Geschützturm (von den Probeschüssen abgesehen), nicht aktiv wurde.
Die Bauarbeiten begannen im Frühjahr 1942 und waren ein gutes Jahr später soweit fortgeschritten, dass am 12. Juli 1943 das Einschießen erfolgen konnte. Die Anlagen zur Nahverteidigung hingegen wurden nicht fertiggestellt. Es wurden Kriegsgefangene aus mehreren europäischen Ländern eingesetzt, ebenso waren norwegische Unternehmer und norwegische Freiwillige beteiligt. 25 Kriegsgefangene sollen während der Bauarbeiten infolge von Erfrierungen, Erschöpfung und Hinrichtungen ums Leben gekommen sein, diese Zahlen sind jedoch nicht sicher belegt.
Nach dem Krieg übernahm das norwegische Militär die Anlage und betrieb sie als reguläres Küstenfort, bis der Geschützturm Ende der 1960er Jahre demontiert wurde. Die Nahverteidigungsanlage wurde aufgegeben und die Minenfelder beseitigt. Danach betrieb die norwegische Marine bis 2005 eine Küstenradarstation auf dem Gelände.
Unweit der Landstraße 555 befindet sich eine Panzersperre. Sie besteht aus acht großen Steinblöcken, die auf einem Betonfundament ruhen. Ursprünglich waren diese mit Drahtseilen gesichert, die im Falle eines Angriffs gesprengt werden sollten. Darauf würden die Steine auf den Weg fallen und für Fahrzeuge jeglicher Art ein wirksames Hindernis bilden.

## Waffensystem
Verwendet wurde ein Turm der Hauptartillerie des Schlachtschiffs Gneisenau mit drei Rohren vom Kaliber 28,3 cm. 1942 wurde die Gneisenau durch einen Luftangriff so stark beschädigt, dass das Schiff aus dem aktiven Dienst genommen werden musste. Die Waffen und Ausrüstung wurden demontiert und auf andere Schiffe und Küstenbatterien verteilt. Es handelte sich hierbei um die 28 cm SK C/34 (L/54,5) (28 cm Schnellladekanone, Entwicklungsjahr 1934, Kaliberlänge 54,5). Die Rohre konnten individuell in der Höhe verstellt werden. Vertikale und Drehbewegungen wurden durch Elektromotore durchgeführt, ein Notbetrieb von Hand war jedoch möglich. Es konnte in Einzel- oder Gruppenfeuer geschossen werden. Eine künstliche Verzögerung sollte bei gleichzeitigem Abfeuern aller drei Rohre den nicht unerheblichen Rückstoß reduzieren.
„Turm Bruno“ sollte in der Umgebung von Bergen in Stellung gebracht werden, um den Zugang in den dortigen Hafen zu kontrollieren. Eine Geschützstellung auf Liatårnet, der höchsten Erhebung der Insel Sotra zu errichten, bot sich zunächst aus taktischen Gründen an. Liatårnet ragt hoch auf und bot beste Voraussetzungen für eine Küstenbatterie, jedoch wäre der Zeitaufwand zum Bau in dieser an sich optimalen Stellung zu groß gewesen. Daher fiel die Wahl auf Fjedlafjedlet, das zwar weniger hoch gelegen ist als Liatårnet, sich jedoch in vielerlei Hinsicht als vorteilhafter erwies. Das Plateau Fjedlafjedlet, auf welchem der Turm letztendlich installiert wurde, liegt etwa 170 m über NN, die hohe und freistehende Stellung des Geschützturmes ergab hier ebenfalls ein breites Schussfeld. Die Gesamtgröße des Festungsareals betrug etwa 750.000 m².

## Aufbau

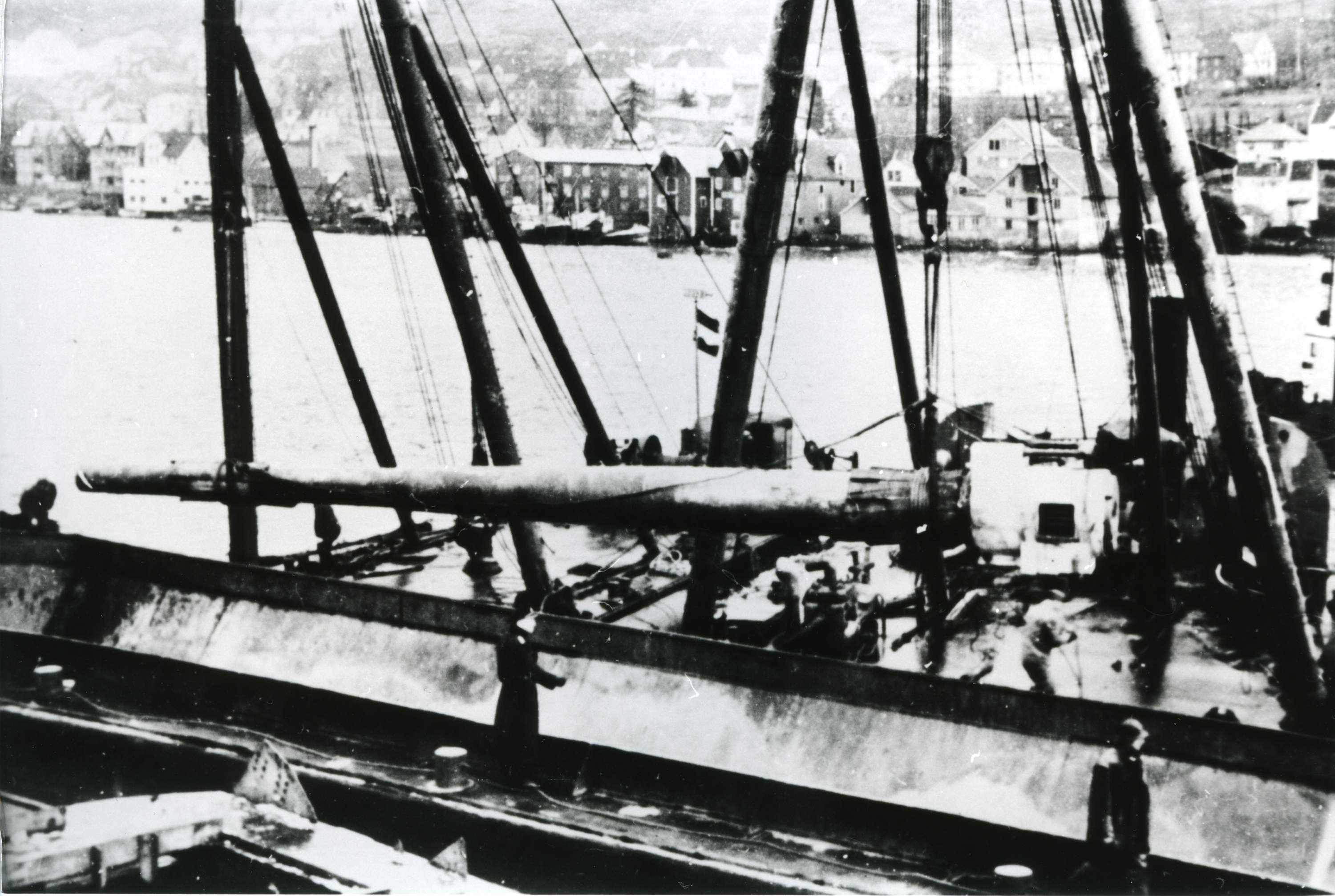
Entladung eines 28,3-cm-Geschützrohres

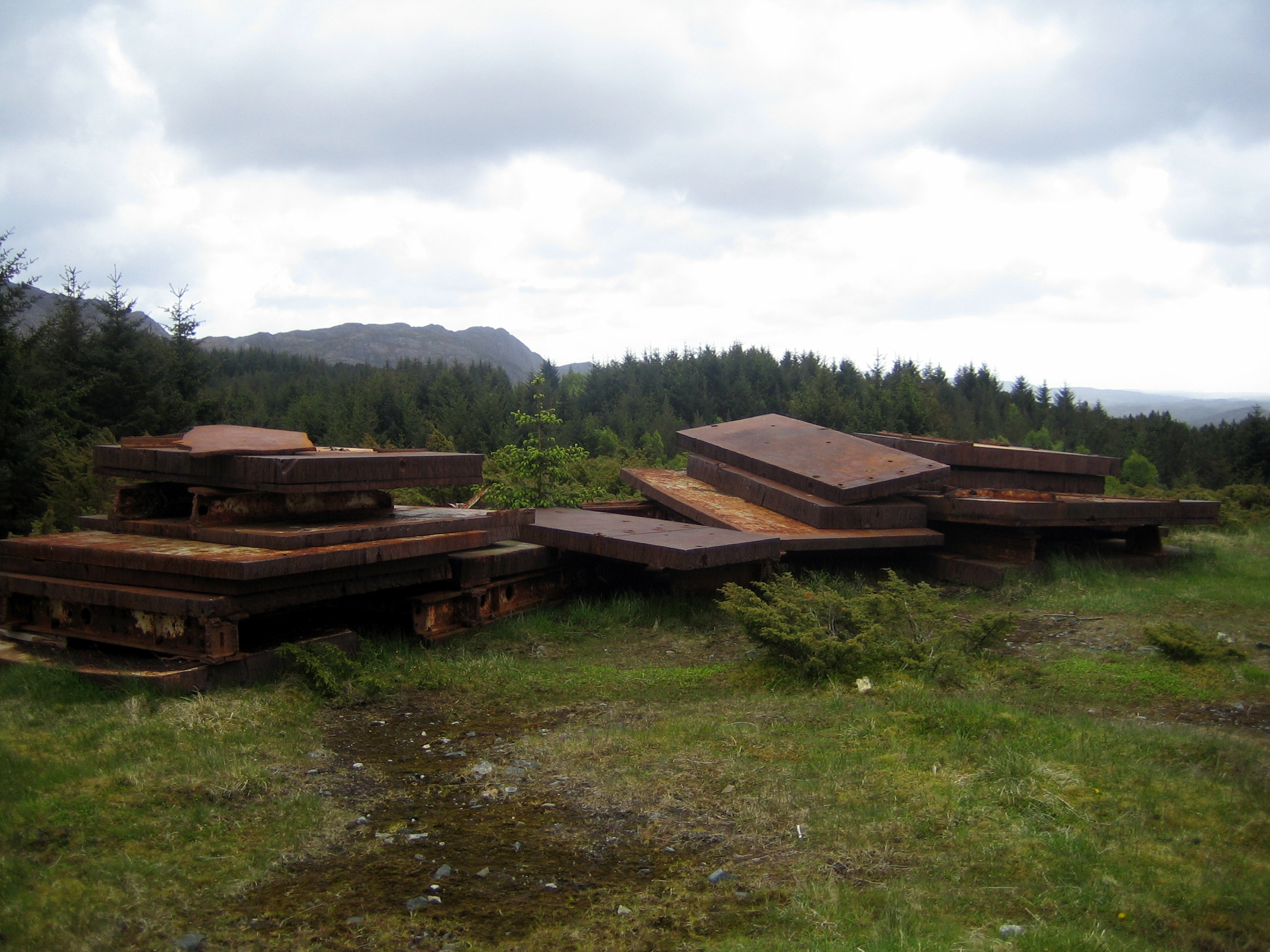
Reste des Geschützturms 2001

### Infrastruktur
Im Frühjahr 1942 wurden durch die Organisation Todt mit den Arbeiten zum Bau der Anlage begonnen. Da es keine brauchbaren Straßen gab, mussten diese zuerst angelegt werden. Auch stellte sich heraus, dass der Bau eines verstärkten Kais in Tellnes und einer Straße von dort die beste Möglichkeit war, die schwere Last an ihren Bestimmungsort zu bringen. In Tellnes befand sich ein natürlicher Tiefwasserkai und deshalb fiel die Wahl für den Ausgangspunkt des Transportes auf diesen Ort. Die Konstruktion der Straße von Tellnes zur Baustelle musste sehr massiv ausgeführt werden, um zum einen dem hohen Gewicht der drei Geschützrohre und der Panzerteile des Geschützturms, sowie zum anderen den schweren Baustellenfahrzeugen stand zuhalten. Der Weg war so angelegt, dass übermäßige Steigungen vermieden wurden, trotzdem musste man drei große Halbkettenfahrzeuge (wahrscheinlich Sd.Kfz. 8 oder Sd.Kfz. 9) hintereinander hängen, um die erforderliche Zugkraft sicherzustellen. Die Geschützrohre wurden auf speziell gefertigten Anhängern transportiert, an den steilsten Streckenabschnitten mussten zusätzlich große Winden eingesetzt werden um den Transport zu gewährleisten.
Noch während die Rohre im Turm installiert wurden, begann man mit dem Bau einer umfassenden Infanterie- und Flugabwehrverteidigungsanlage. Dazu zählten mehrere Maschinengewehr-, Granatwerfer- und Flammenwerferstellungen, Beobachtungsposten und größere Bunker, darunter Sanitätsbunker, Unterkunfts-, Kommando- und kombinierte Unterkunfts-/Flak-Bunker. Sie waren durch ein System von zwei bis drei Meter tiefen Laufgräben verbunden, die gegen Fliegersicht getarnt waren. Die Flugabwehrstellungen wurden hauptsächlich südlich des Geschützturms errichtet, vereinzelt aber auch nördlich und östlich davon. Zusätzlich waren einige Holzplattformen für Flak-Geschütze hergerichtet, wobei jedoch nicht sicher gesagt werden kann, ob sie auch alle bestückt waren. Weiterhin wurden ein Funkmessortungsgerät (Radar für Seeartillerie) FuMO 214, eine modifizierte Version des „Würzburg-Riesen“ und eine dritte Stellung für ein Freya-Radar aufgebaut. Zusätzlich zu all diesen oberirdischen Installationen und Stellungen wurde der Bau eines Tunnelkomplexes mit Platz für mehrere hundert Mann begonnen. Dieser Bau verband die Hauptbatterie, den Kommandobunker, sowie einige kleinere Bunker.

### Geschützturm

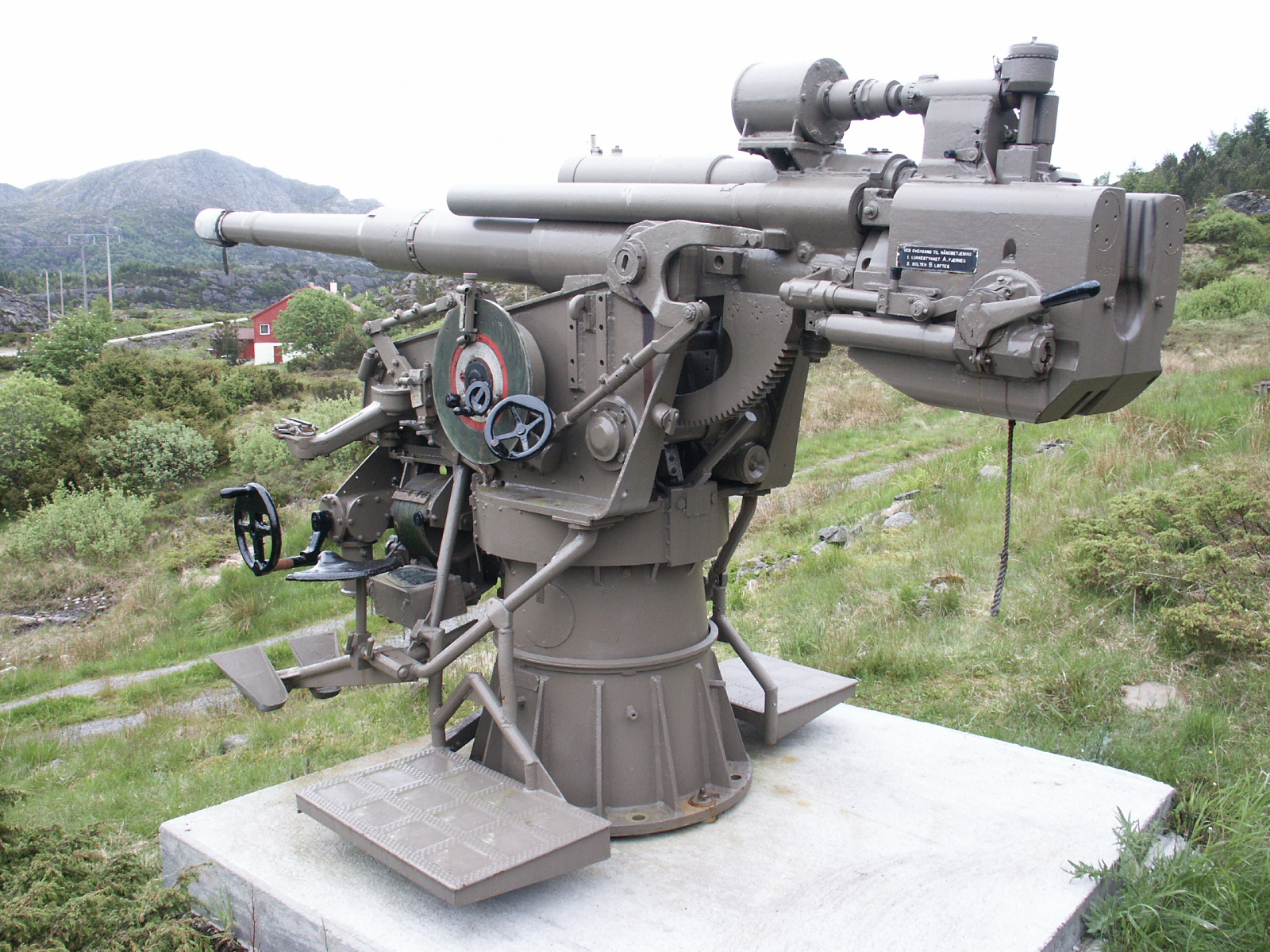
Restauriertes 10,5-cm-Geschütz

Als die Straßenbauarbeiten beendet und der Geschützbrunnen fertiggestellt war, begann man damit, die Rohre, die Panzerteile des Turms und einen großen Kran nach Fjell zu transportieren. Dieser war in Bergen demontiert und noch vor den Geschützteilen am 20. Dezember 1942 auf dem Seeweg nach Sotra verbracht worden. Bereits am 26. Dezember wurde er über dem Geschützbrunnen aufgebaut.
Jedes der drei Rohre mit Rohrwiege wog 72 Tonnen, der gesamte Turm, der sich wie auf der Gneisenau auf einem Kugellager drehte, etwa 1000 Tonnen.
Der Turm bestand aus Chromnickelstahl, der in der Front 358 mm, und an den Seiten 190,5 mm stark war. Nachdem man den Turm auf Fjell installiert hatte, wurde ab dem 9. Juni 1943 die Panzerung verstärkt; im Frontbereich betrug die Stärke danach zwischen 600–700 mm, während die Seiten eine Stärke von ca. 250 mm aufwiesen. Der optische Entfernungsmesser des Turms wurde entfernt, da die Zielauffassung über eine zentrale Feuerleitanlage erfolgte.
| Kanone                                                                       | 28-cm-Schnell-Lade-Kanone, Construktionsjahr 1934 (SK C/34) |
| Konstruktionsjahr                                                            | 1934                                                        |
| Herstellungsjahr                                                             | 1938                                                        |
| Kaliber                                                                      | 283 mm                                                      |
| Rohrlänge in Kalibern                                                        | 54,5 (15,42 m)                                              |
| Gewicht (Rohr inkl. Verschluss)                                              | 53 500 kg                                                   |
| Gewicht (Rohr inkl. Rohrwiege)                                               | 72 000 kg                                                   |
| Rohrerhöhung                                                                 | −9° bis +40°                                                |
| Reichweite (bei maximaler Ladung)                                            | 40.930 m                                                    |
| Lagerung Panzerturm                                                          | Drehscheibenlafette                                         |
| Gewicht (etwa)                                                               | 1000 Tonnen (mit Plattformen, Kugellager usw.)              |
| Höhe (inkl. Geschützbrunnen)                                                 | 17 m                                                        |
| Länge über alles                                                             | 21,72 m                                                     |
| Abstand zwischen den Rohren                                                  | 1,76 m                                                      |
| Panzerung (Front und Deckelplatte)                                           | 700 mm                                                      |
| Panzerung (Seite)                                                            | 250 mm                                                      |
| Rotationsgeschwindigkeit (Motor)                                             | 8° pro Sekunde                                              |
| Neigungsgeschwindigkeit (Motor)                                              | 7,2° pro Sekunde                                            |
| Mündungsgeschwindigkeit {\displaystyle v_{0}}                                | 900 m/s                                                     |
| Gewicht Sprenggranate (HE L/4,5 Aufschlagzünder) oder (HE L/4,4 Bodenzünder) | 315 kg                                                      |
| Gewicht Panzergranaten                                                       | 330 kg                                                      |
| Gewicht Treibladung (höchste Ladung)                                         | 115 kg                                                      |
| Feuergeschwindigkeit (pro Rohr)                                              | 3 Schuss/min                                                |
| Lebensdauer pro Rohr                                                         | 300 Schuss                                                  |

### Richtmittel
Die Deutschen bauten ganz Sotra zu einer großen Abhör- und Peilstation aus. Konnte man die Ziele von Fjell aus nicht sehen, wurde auf Zielbestimmung und -anweisungen benachbarter Festungsanlagen hin indirekt geschossen. Auf Fjell befand sich ein S446-Bunker, ein großer zweistöckiger Kommandobunker, von dem aus die schwere Artillerie dirigiert wurde. Auf dem Bunker waren ein großer Richtungs- und ein Entfernungsmesser platziert, mit deren Hilfe man das Ziel optisch anpeilte und den Abstand anhand eines Spiegelsystems bestimmen konnte. Die Richtung wurde auf einer Gradscheibe abgelesen. Frühere deutsche Radargeräte wurden beim Schießen zum Teil erheblich gestört, im Zuge des technischen Fortschritts konnte dies jedoch abgestellt werden. Es war möglich, Zieldaten anderer Radarstationen einzuholen und diese zu nutzen, sowohl bei den Flakbatterien, wie auch bei der schweren Artillerie.

## Gliederung der Anlage
Die Anlage der Festung Fjell wird in drei verschiedene Bereiche aufgegliedert:

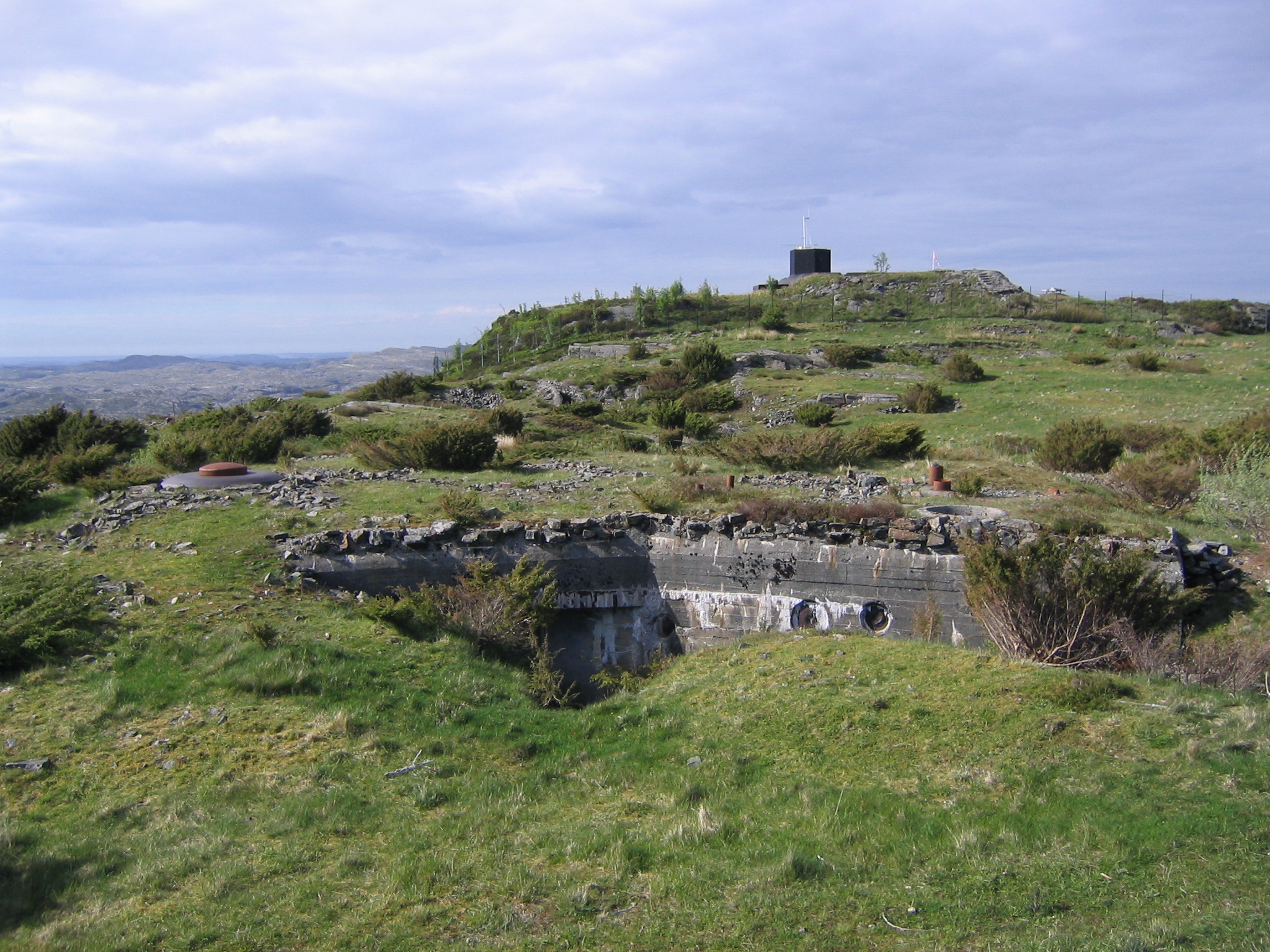
Bunker der Nahverteidigung

### Nahverteidigungsanlage
Von deutscher Seite rechnete man unter Umständen mit einer Landinvasion auf Sotra in Kombination mit Fallschirmtruppen, die auf einer der offeneren Ebenen der Insel landen könnten. Obwohl Sotra an sich aufgrund der Landhebung seit der letzten Eiszeit sehr uneben ist, zeichnet sich das Gelände, auf dem die Festung Fjell liegt, durch relativ ebenes Terrain aus.
Die Nahverteidigung der Festung Fjell bestand aus mehreren Ringen der äußeren und inneren Verteidigung mit kreisrunden Stellungen für Maschinengewehre, Flammenwerfer und Beobachtungsmittel. Dabei handelte es sich um den sogenannten RS 58 (RS ist die Abkürzung für Ringstand), ein kleiner Bunker, bestehend aus einem Schutzraum und einer ringförmigen Maschinengewehr- oder mittelschweren Flammenwerfer- bzw. Beobachtungsstellung. Dieser Bunkertyp wurde von den Deutschen nahezu in allen Festungsanlagen im Zweiten Weltkrieg genutzt und die Festung Fjell stellt diesbezüglich keine Ausnahme dar. Diese Stellungen verteilen sich systematisch über die gesamte Anlage. Meist waren diese Bunker in Dreiergruppen in unmittelbarer Nähe von Granatwerferstellungen angelegt. Letztere befanden sich oft hinter den äußersten Linien und auch häufig in Geländevertiefungen oder Senken, sodass einem Angreifer ein direkter Beschuss nicht möglich war. Die Granatwerferstellungen waren vom Typ RS 61a, auch als Bauform 206 bekannt.
Diese kleineren Maschinengewehrstellungen waren zumeist von einer Panzerabwehrkanone gedeckt, sodass eventuelle Panzerangriffe abgewehrt werden konnten. Der Hauptteil der Panzerabwehrkanonen war mobil und in sog. PaK-Garagen platziert, von wo aus sie schnell in eine Stellung im Vorfeld gebracht werden konnten. Große Teile dieses Gebietes waren durch Minenfelder und drei- bis vierfacher Stacheldrahtverhauen gesichert. (Nach dem Krieg wurden die Minen ausgegraben – zum Teil mit Hilfe deutscher Soldaten und Offiziere, eine Praxis für die die Norwegischen Behörden im Nachhinein kritisiert wurden.) Zusätzlich hatte man mehrere Flammen- sowie Panzerabwehrstellungen errichtet. Alle wichtigen Bunker hatten eine Maschinengewehrstellung auf dem Dach, darüber hinaus waren alle Regelbautenbunker mit auf den Eingang gerichteten Schießscharten gesichert.

### Flugabwehr
Die Festung Fjell verfügte über eine große Zahl von Flugabwehrkanonen. Diese standen in Gruppen über die gesamte Anlage verteilt, wobei die größeren dieser Flugabwehrkanonen auf Betonfundamenten aufgestellt waren. Dazu kamen noch Holzplattformen für die leichte Flak. Die genaue Anzahl der Flak-Geschütze ist im Nachhinein schwer zu bestimmen, unter anderem weil sie sich während des Krieges ständig veränderte, zumal auf den Fortifikationsplänen möglicherweise Geschütze eingezeichnet worden waren, die dann nicht zur Aufstellung kamen. Dazu kam noch der Umstand, dass Luftwaffen-, Marine- und Heeresflak nebeneinander existierten und so eine genaue Feststellung noch zusätzlich erschwert wird. (Die Marine übernahm später das Kommando über die Flugabwehr.) Die Flugabwehr wurde in ihrer Gesamtheit „Batterie Buskvatn“ genannt.

### Tunnelanlage
Es existieren mehrere separate Tunnelanlagen auf der Festung Fjell. Die Haupttunnelanlage verband den Kommandobunker mit den wichtigsten Anlagen und Stellungen der Festung. Allen voran der Geschützturm mit dem dazugehörenden kleineren Munitionslager für die Bereitschaftsmunition und der Stromversorgung des Komplexes mit Generatoren. Zwei dieser Generatoren sind noch heute zu besichtigen, wenn auch einer von ihnen ursprünglich in einer anderen Anlage in Hordaland stand. Unterirdische Unterkünfte für mehrere hundert Soldaten, eine Zentralheizungsanlage, Küche, Waschraum, Toilettenanlagen, eine Sauna und Lagerräume waren ebenfalls Teil der Haupttunnelanlage. Es wurde sogar mit dem Bau eines unterirdischen Sanitätskomplexes begonnen. Dieser wurde jedoch nicht fertiggestellt.
Die übrigen Tunnel sind zumeist Munitionslager. Etwas östlich des Haupteingangs in die Tunnelanlage liegt das «Hufeisen», ein Tunnelkomplex von etwa 300 m Länge (Munitionsraum nicht eingerechnet). Vermutlich befand sich dieser Komplex Ende des Krieges noch im Ausbau, ein kürzlich entdeckter Teil, parallel zum fertiggestellten Tunnel verlaufend, war wahrscheinlich als Erweiterung der Lagerkapazität geplant. In diesen Tunnel war weder Beleuchtung installiert, noch waren die Wände verputzt. Des Weiteren gab es noch mehrere etwas kleinere Munitionslagertunnel in verschiedenen Baustadien. Einer davon, quer durch einen Hügel verlaufend, befand sich noch im Rohbau. Seine Funktion ist nicht bekannt. Es wird geschätzt, dass sich die Gesamtlänge des Tunnelsystems über etwa 3 km erstreckt, es gibt jedoch keine exakten Angaben. Deutsche Karten von 1943 zeigen Pläne von umfangreichen Tunnelanlagen und einigen Bunkeranlagen, die jedoch nicht realisiert wurden.
Der Eingangsbereich der Tunnelanlage wurde durch Schießscharten gesichert. Bevor man in die Tunnelanlage eindringen konnte, musste man zuerst die äußeren Abwehrstellungen ausschalten, und dann die weiter innen gelegenen großen Bunkeranlagen und nicht zuletzt die eigentlichen Verteidigungssystem der Tunnelanlage niederkämpfen. Dieses System bestand aus Maschinengewehren, soliden Panzertüren, und einer Panzerabwehrkanone. Zusätzlich wurde der Haupteingang durch einen großen Flammenwerfer geschützt. Diese Anlage wurde „Donner Felix“ genannt.

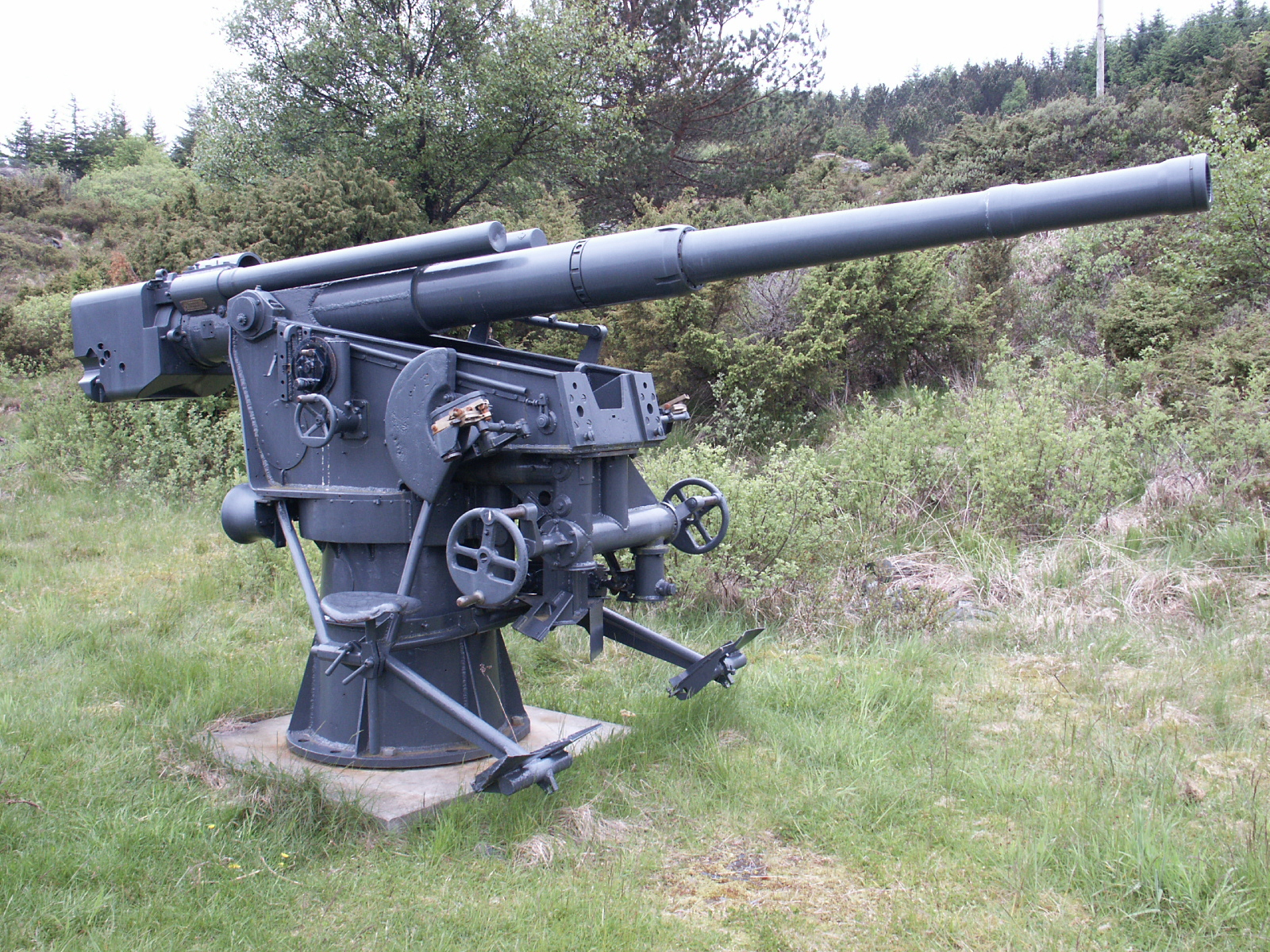
Restauriertes 8,8-cm-Flak-Geschütz

## Die Kriegsgefangenen und ihr Lager
Das Areal der Festung Fjell wurde zum Großteil von Kriegsgefangenen errichtet, die von der Organisation Todt zur völkerrechtswidrigen Zwangsarbeit an Verteidigungsanlagen missbraucht wurden. Am Anfang der Bauarbeiten wurde in Horebotn ein provisorisches Gefangenenlager errichtet. Dieses Lager war von minderer Qualität, und wurde nur etwa ein Jahr genutzt. Heute finden sich noch Reste der Fundamente der Baracken, sowie ein Damm, mit dem ein vorbeifließender Bach aufgestaut wurde.
Ein weiteres Lager wurde bei Krossleitet als Ersatz für das Provisorium erbaut. Dieses neue Lager bei Sjursbotn war um einiges größer und lag etwa einen Kilometer nordwestlich des ursprünglichen Lagers. Es gab einen Appellplatz und mindestens drei Baracken, von denen eine heute noch steht.

### Russerstegen – der Russenpfad
Ein Pfad, der vom Fjell Gård hinauf auf das Plateau und zur Festungsanlage führt, wurde Russarstegen (Russerstien, der Russenpfad) genannt. Er verlief vom Gefangenenlager bei Sjursbotn in nördlicher Richtung, bevor er über den Höfen Richtung Bergwand abknickte und auf das Bergplateau führte. Vereinzelt bestand der Pfad aus Steintreppen und entlang seines Verlaufs waren einige Flak-Stellungen errichtet, vermutlich auf Holzplattformen. Mit großer Wahrscheinlichkeit wurden viele russische Kriegsgefangene eingesetzt, neben den Russen waren zwar auch andere Nationen vertreten, doch „Russen“ hatte sich bei der Lokalbevölkerung als Sammelbegriff für die Gefangenen durchgesetzt. Bis der Anfahrtsweg auf die Festungsanlage fertiggestellt war, gab es eine Materialseilbahn, die aus dem Tal entlang des Pfades auf das Fjedlafjedlet führte. Mithilfe dieser Bahn schaffte man Baumaterial auf das Plateau hinauf.

## Nachkriegszeit
Bereits kurz nach dem 8. Mai 1945 besetzten alliierte Soldaten die Insel Sotra. Es war zu diesem Zeitpunkt noch unsicher, ob alle deutschen Stützpunkte die Kapitulation akzeptieren würden oder ob einige auf eigene Initiative weiterkämpfen wollten. Die Festung Fjell konnte jedoch ohne Gegenwehr eingenommen werden.
Nach Kriegsende übernahm die norwegische Armee das Areal und betrieb die Anlage als Teil der Küstenverteidigung bis 1968 weiter. Ein Teil des Nahverteidigungssystems wurde unmittelbar nach Kriegsende entfernt, darunter die Flammenwerfer. Das verbleibende Flammenwerferöl (etwa 4000 l) wurde verbrannt. Viele Gerätschaften versenkte man in den umliegenden Gewässern.
Die Norweger führten unvollendet gebliebene Arbeiten fort, wie beispielsweise am Telefonnetz, der Heizungsanlagen und auch an den Unterkünften. Die Geschütze wurden gewartet und einmal pro Woche neu justiert. Insgesamt wurde nach dem Krieg dreimal ein Probeschießen durchgeführt, dazu musste Fjell Gård jedoch evakuiert werden.
Als im Laufe der Zeit die Waffentechnologie Fortschritte machte und die Anlage zusehends veraltete, kam man zu dem Entschluss, den Betrieb der Festung Fjell aus Kostengründen einzustellen. Im Jahre 1968 wurde die Anlage als Geschützstellung aufgegeben. Der Geschützturm wurde an einen Schrotthändler zum Preis von 3000 Kronen verkauft. Über den weiteren Verbleib ist nichts bekannt.

### Küstenradarstation
Nachdem man den Geschützturm demontiert hatte und der aktive Betrieb der Festungsanlage eingestellt worden war, betrieb die norwegische Marine die Anlage bis 2005 als Küstenradarstation. Eine der ursprünglichen Radaranlagen (vermutlich ein Freya) wurde 1947/48 verschrottet. Heute liegen die Reste eines Freya-Radar und eines FuMo 214 auf dem Festungsgelände.
Der ursprüngliche Kommandobunker wurde zu einer Radarstation umgebaut. Auf dem Dach wurde ein neues Radargerät errichtet und im Inneren entsprechende Überwachungssysteme installiert. Ein etwas kleineres Oberflächenradar wurde ebenfalls unter dem Hauptradar in Stellung gebracht.
Der oben offene Geschützbrunnen wurde eingezäunt. Die norwegische Marine hat im Laufe der Jahre einige Manöver auf der Anlage durchgeführt, aber normalerweise überstiegen diese Aktivitäten Patrouillen und den Betrieb des Radars nicht. Im Jahre 2005 wurde der Betrieb des Küstenradars eingestellt und die Armee zog ab. Zunächst war die Zukunft der Festung unsicher, aber nach und nach übernahm die „Sotra og Øygarden Forsvarsforening“ immer mehr Verantwortung und zusätzliche Areale der Anlage.

## Heute
Nach der Aufgabe als militärische Liegenschaft ergaben sich Möglichkeiten für private Initiativen auf dem ehemaligen Festungsgelände. Man gründete eine Stiftung, bestehend aus Mitgliedern aus der Kommune Fjell, Sotra og Øygarden Forsvarsforening und Repräsentanten aus dem Fylke Hordaland, die sich um die Erhaltung der Festung Fjell bemühen.
Es stellt eine große Herausforderung dar, da ein Großteil der originalen Ausstattung und Ausrüstung entfernt, verrostet oder zerstört ist. Noch heute liegen Teile der Panzerung in unmittelbarer Nähe des Geschützturms. Ein nicht geringer Teil der Gegenstände fiel vermutlich „Souvenir-Jägern“ in die Hände. Einige Einbruchversuche in die Tunnelanlage führten dazu, dass man den Durchgang vom Geschützbrunnen in die Tunnelanlage, sowie mehrere Türen, die ins Innere der Anlage führen, zumauern musste.
In den Tunneln waren mehrere Unterkunftkasematten mit Schrott und Abfall gefüllt und zugemauert worden. Davon abgesehen, ist vieles so geblieben, wie die Deutschen es nach Ende des Krieges verlassen hatten: In der Küche stehen mehrere Kochkessel, es gibt u. a. ein Bad (mit Sauna und Duschen) und einen Maschinenraum. Die Sotra og Øygarden Forsvarsforening zeigte großes Engagement beim Erhalt der Anlage, hauptsächlich in der Tunnelanlage. Hier wurde ein Museum errichtet, und seit ca. 1992 wurde einmal jährlich ein „Tag der offenen Tür“ veranstaltet, an dem Besucher in die sonst eingezäunten und abgesperrten Bereiche der Tunnelanlage gelangen können.

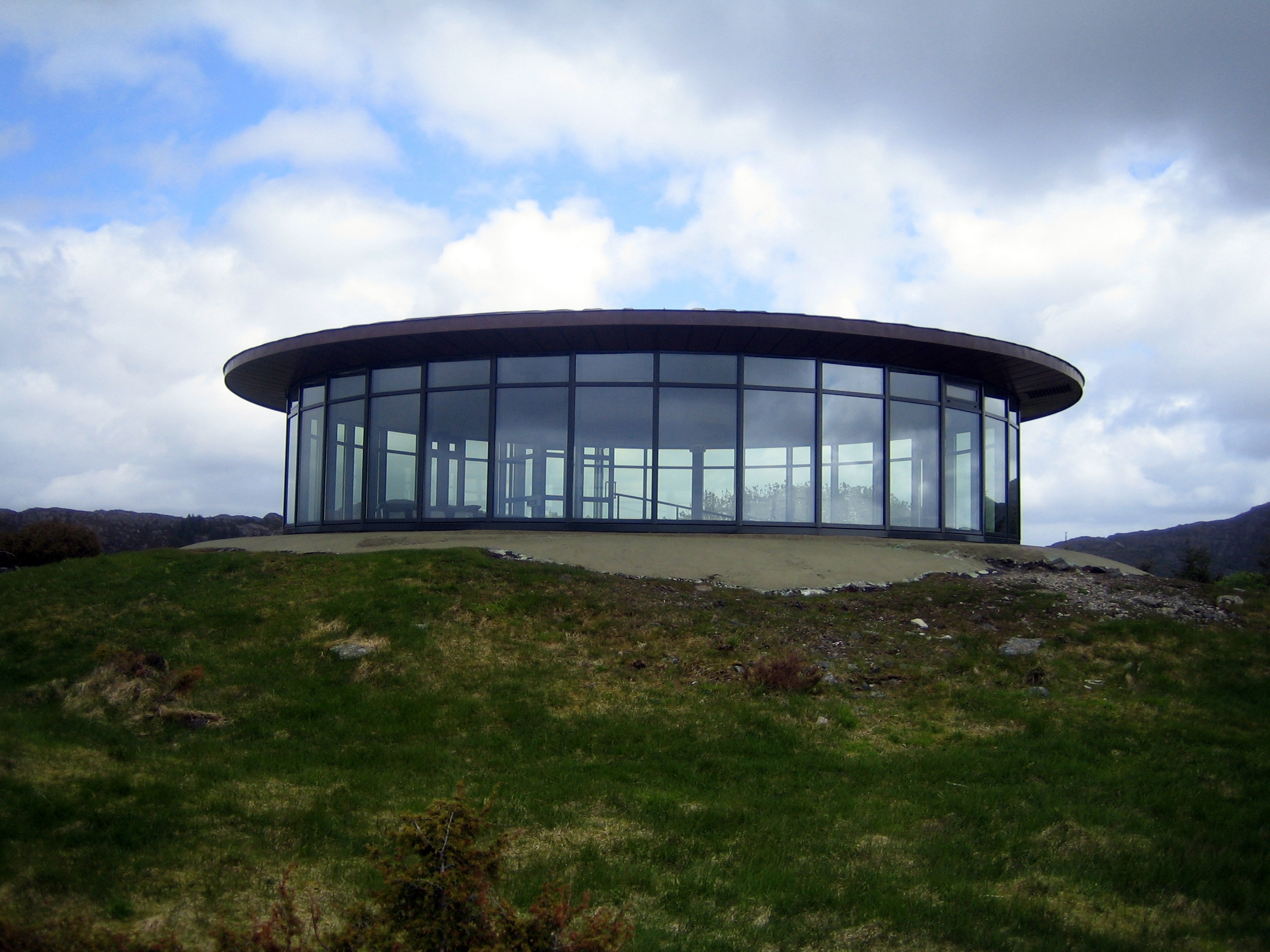
Der Geschützbrunnen des Turms ist heute mit Glas überbaut

Die Wände und Decken der Tunnelanlagen wurden gesichert und schließlich wurde ein Café auf dem Geschützbrunnen erbaut. Ebenso wurde eine Ausstellung mit Informationen zur Festung und diversem Kriegsmaterial vorbereitet, im Inneren der Tunnelanlage installiert und im Laufe der Zeit erweitert. Am 1. Mai 2009 wurden Teile der Anlage Festung Fjell als Museum eröffnet. Es ist das ganze Jahr über an Sonntagen (Mai bis August auch samstags), darüber hinaus auch auf Anmeldung zu besichtigen.
Die Festung Fjell wurde am 6. Mai 2004 vom Riksantikvar unter Denkmalschutz gestellt.